# Annequin
Annequin település Franciaországban, Pas-de-Calais megyében. Lakosainak száma 2147 fő (2022. január 1.). Annequin Festubert, Mazingarbe, Noyelles-lès-Vermelles, Sailly-Labourse, Beuvry, Cambrin és Cuinchy községekkel határos.

## Népesség
A település népességének változása:
| Lakosok száma | 2411 | 2297 | 2258 | 2201 | 2166 | 2143 | 2143 | 2145 | 2147 |
|               | 2013 | 2015 | 2016 | 2017 | 2018 | 2019 | 2020 | 2021 | 2022 |